# Werner-Heisenberg-Gymnasium Riesa
Das Werner-Heisenberg-Gymnasium (WHG) ist eines von drei Gymnasien in Riesa, Sachsen. Es befindet sich am Friedrich-Ebert-Platz in Riesa-Gröba. Zurzeit umfasst es 460 Schüler und 44 Lehrer, hauptsächlich aus Riesa und Umland.

## Geschichte
Am 29. November 1906 wurde der Grundstein für die „Volksschule Gröba“ am damaligen Georgplatz gelegt, die am 1. April 1908 eingeweiht wurde. 1914 wurde der Anbau entlang der Heinrich-Lorenz-Straße fertiggestellt. Gegen Ende des Zweiten Weltkrieges diente die Schule als zentraler Luftschutzraum und zur Unterbringung von Flüchtlingen und im April 1945 als Lazarett für Verwundete der Roten Armee. Am 1. September 1945 wurde der Schulbetrieb nach mehrmonatiger Unterbrechung wieder aufgenommen. 1948 wurde die Schule in die zwei August-Bebel-Schulen I (Altbau, für Gröbaer Schüler) und II (Neubau, für Schüler aus Merzdorf und Forberge) geteilt. 1949 wurde die August-Bebel-Schule I in „Friedrich-Engels-Schule“ umbenannt. 1955 wurden beide Schulen zur „Friedrich-Engels-Mittelschule“ zusammengeführt. 1958 lernten 1184 Schüler in der Schule. Im Schuljahr 1963/1964 wurde die erste 7. Klasse als Spezialklasse eingerichtet.
Im Schuljahr 1965/66 wurde die Spezialschule „Friedrich Engels“ mit physikalisch-technischer Richtung gegründet. Sie war eine von mehreren Spezialschulen mathematischer, mathematisch-naturwissenschaftlicher bzw. technischer Richtung in der DDR. 1986/1987 wurden diese in den einheitlichen Schultyp der Spezialschulen mathematisch-naturwissenschaftlich-technischer Richtung überführt, von denen bis 1989 weitere gegründet wurden, sodass die Riesaer Spezialschule 1989 eine von vierzehn Spezialschulen mathematisch-naturwissenschaftlich-technischer Richtung war. Zusammen mit dem Internat befand sich die Spezialschule „Friedrich Engels“ im oberen Teil des Gebäudes. 1990 wurde die Spezialschule in „Werner-Heisenberg-Schule“ umbenannt. Seit dem Schuljahr 1992/93 heißt sie „Werner-Heisenberg-Gymnasium“. Neueröffnung war der 20. August 1992.
1953 wurde ein erstes Schulinternat im Kellergeschoss eingerichtet. 1960 wurde am „Altbau“ das Trockenklosett abgerissen und darauf das Lehrschwimmbecken gebaut, das später durch eine Turnhalle ersetzt wurde. 1978, 1984 und 1985 entstanden weitere Internatsräume. Heute werden diese als Klausurräume genutzt.

## Profil
Am WHG kann man sich ab der 8. Klasse zwischen dem mathematisch-naturwissenschaftlichen, dem künstlerischen und dem gesellschaftlichen Profil entscheiden. Bereits ab Klasse 5 kann das vertieft mathematisch-naturwissenschaftliche Profil besucht werden, das nur an vier Gymnasien in Sachsen angeboten wird.

## Erfolge
Zwischen 1983 und 1992 starteten 17 mal Schüler der Spezialschule bei der Internationalen Physik Olympiade und errangen zweimal den 2. Preis, achtmal den 3. Preis und zweimal eine Anerkennung. Bei der Internationalen Mathematikolympiade starteten zwischen 1986 und 1990 dreimal Schüler der Spezialschule und wurden einmal mit einem 2. Preis und zweimal mit einem 3. Preis ausgezeichnet.
Dreimal zwischen 1988 und 1991 starteten Schüler der Spezialschule bei der Internationalen Chemieolympiade und erreichten zwei 3. Preise.

## Traditionen
Am letzten Wochenende im Januar findet jedes Jahr der Tag der offenen Tür statt. Im März wird der Känguruwettbewerb ausgetragen. Einen Monat später ist das englischsprachige White Horse Theatre zu Gast am WHG. Das Schuljahr wird durch eine Auszeichnungsveranstaltung am vorletzten Schultag abgeschlossen. Im September findet ein Sporttag statt, bei dem die erfolgreichste Klasse einen Preis erhält. Das Kalenderjahr findet mit dem Tag der Naturwissenschaften im Dezember seinen Ausklang, wenn an diesem Tag an den Namensgeber der Schule, Werner Heisenberg erinnert wird.

## Partnerschule
Eine Partnerschule des WHG heißt Kome Secondary School und befindet sich auf Kome (Tansania), einer Insel im Viktoriasee. Seit dem Schuljahr 2004/2005 besteht die Bindung zwischen den zwei Schulen.
Seit dem Schuljahr 2018/2019 existiert zudem eine Partnerschaft des WHG mit der Nazarbayev Intellectual School of Chemistry and Biology in Ust-Kamenogorsk in Kasachstan.

## Bilder vom WHG

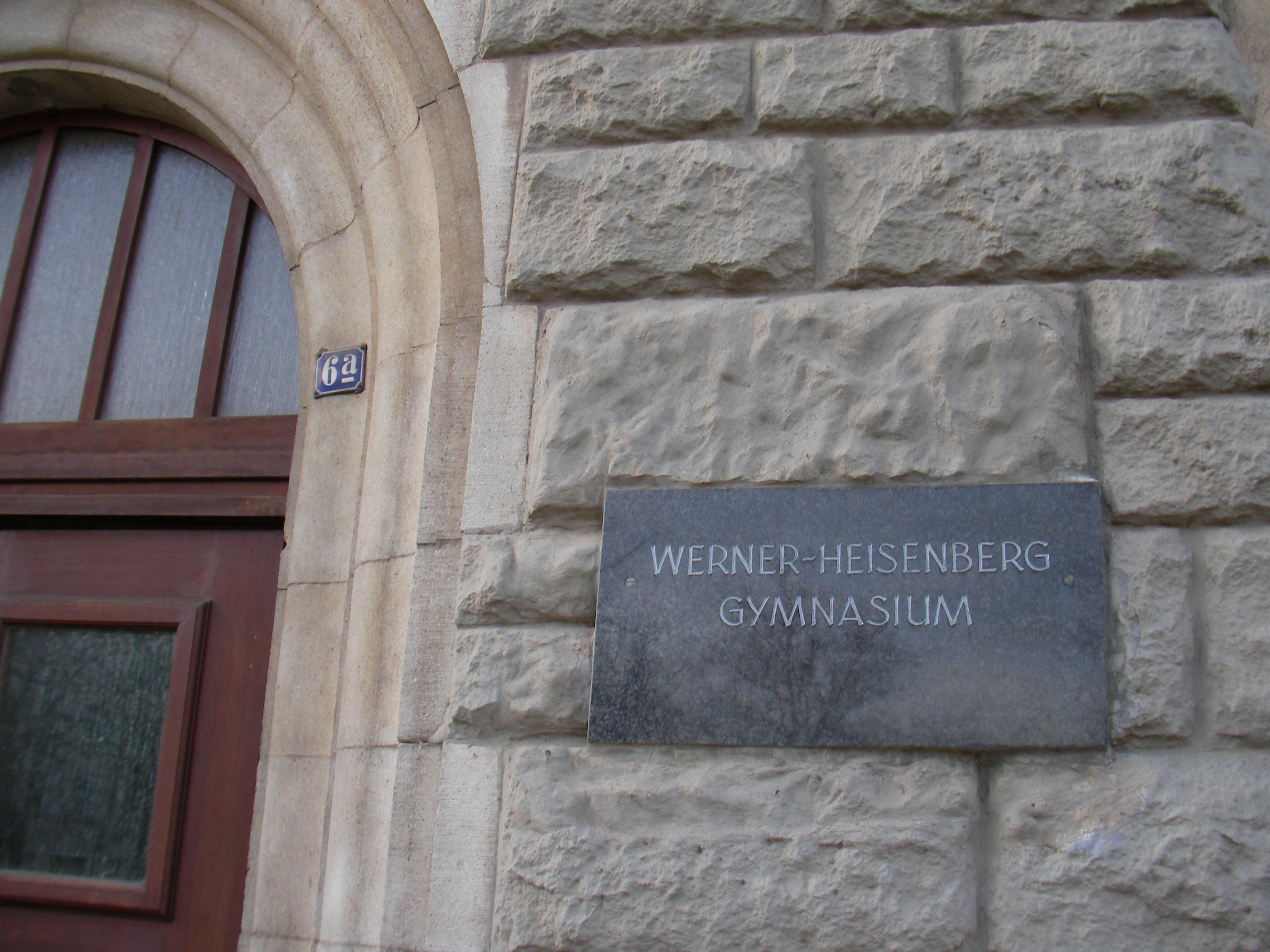
Eingang
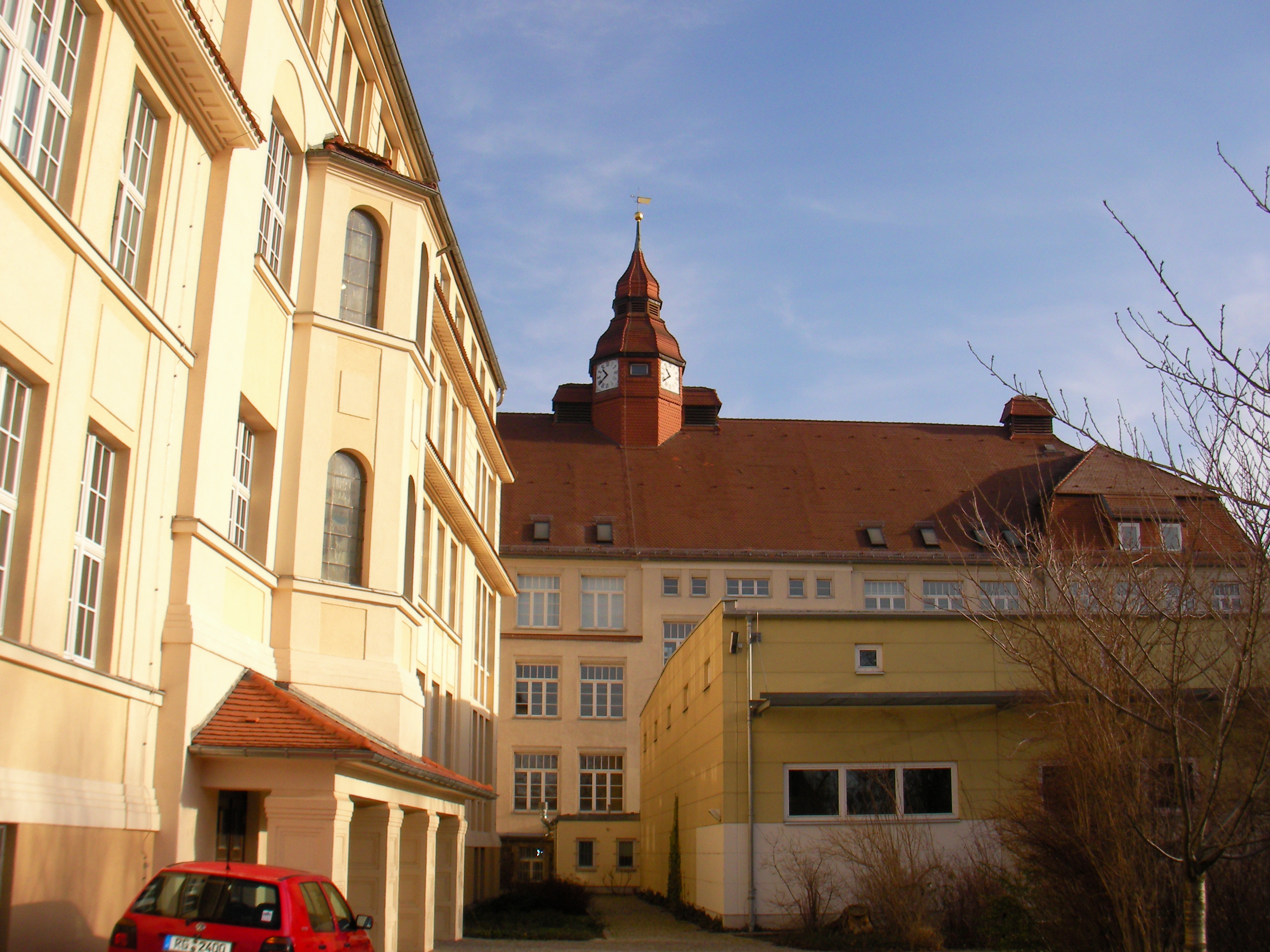
Rückseite
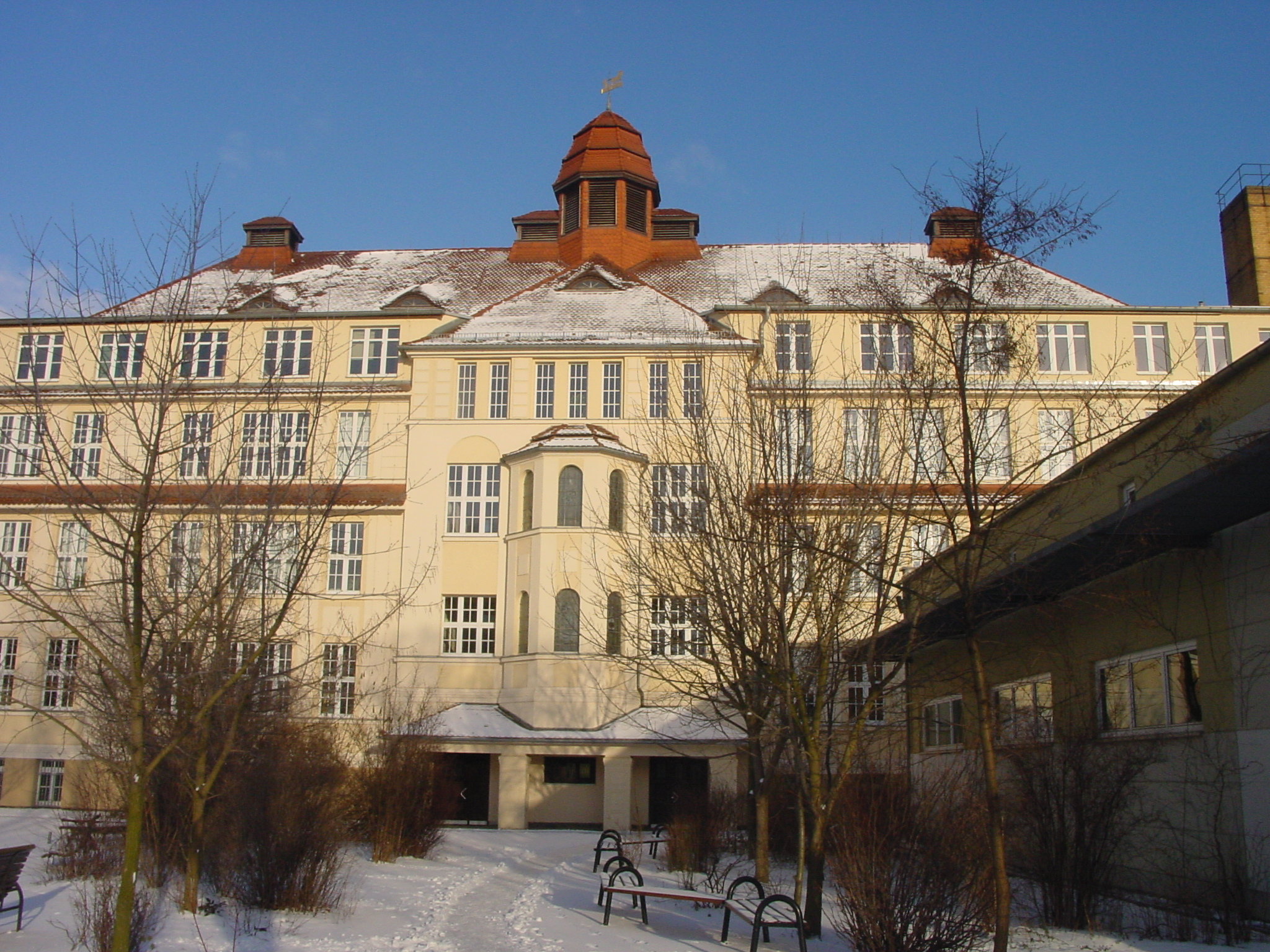
Anbau
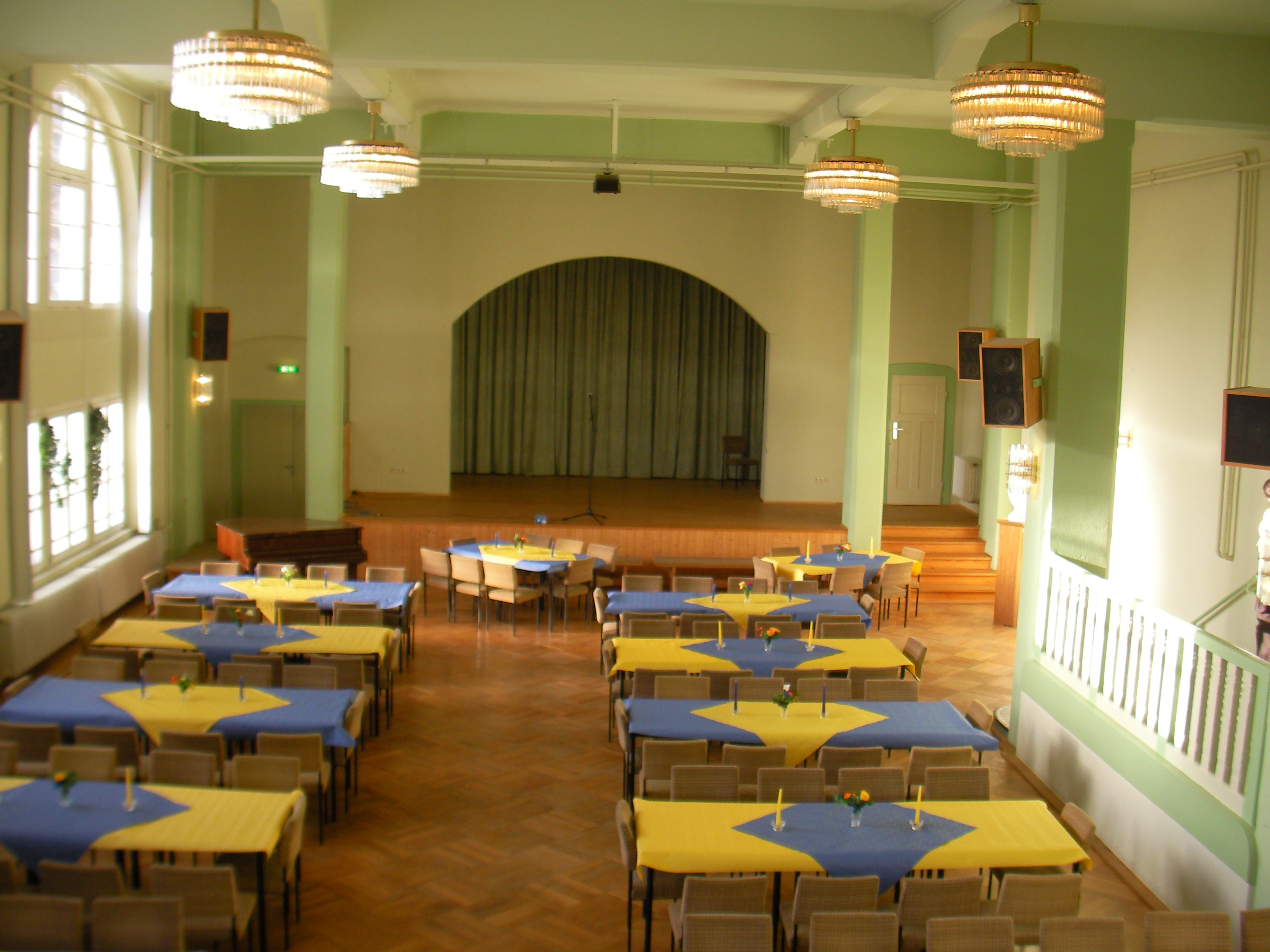
Aula
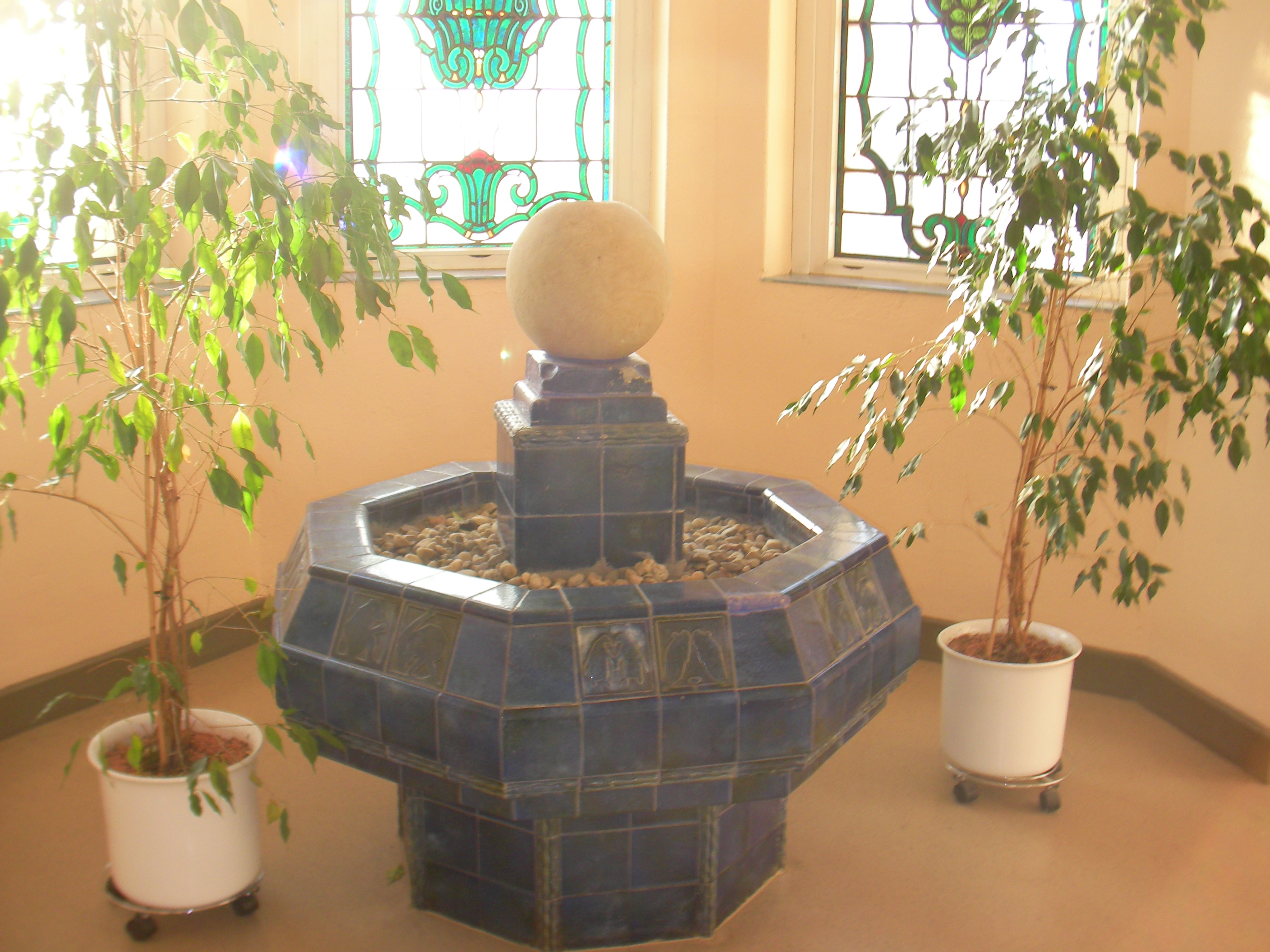
Brunnen zwischen 1. und 2. Etage
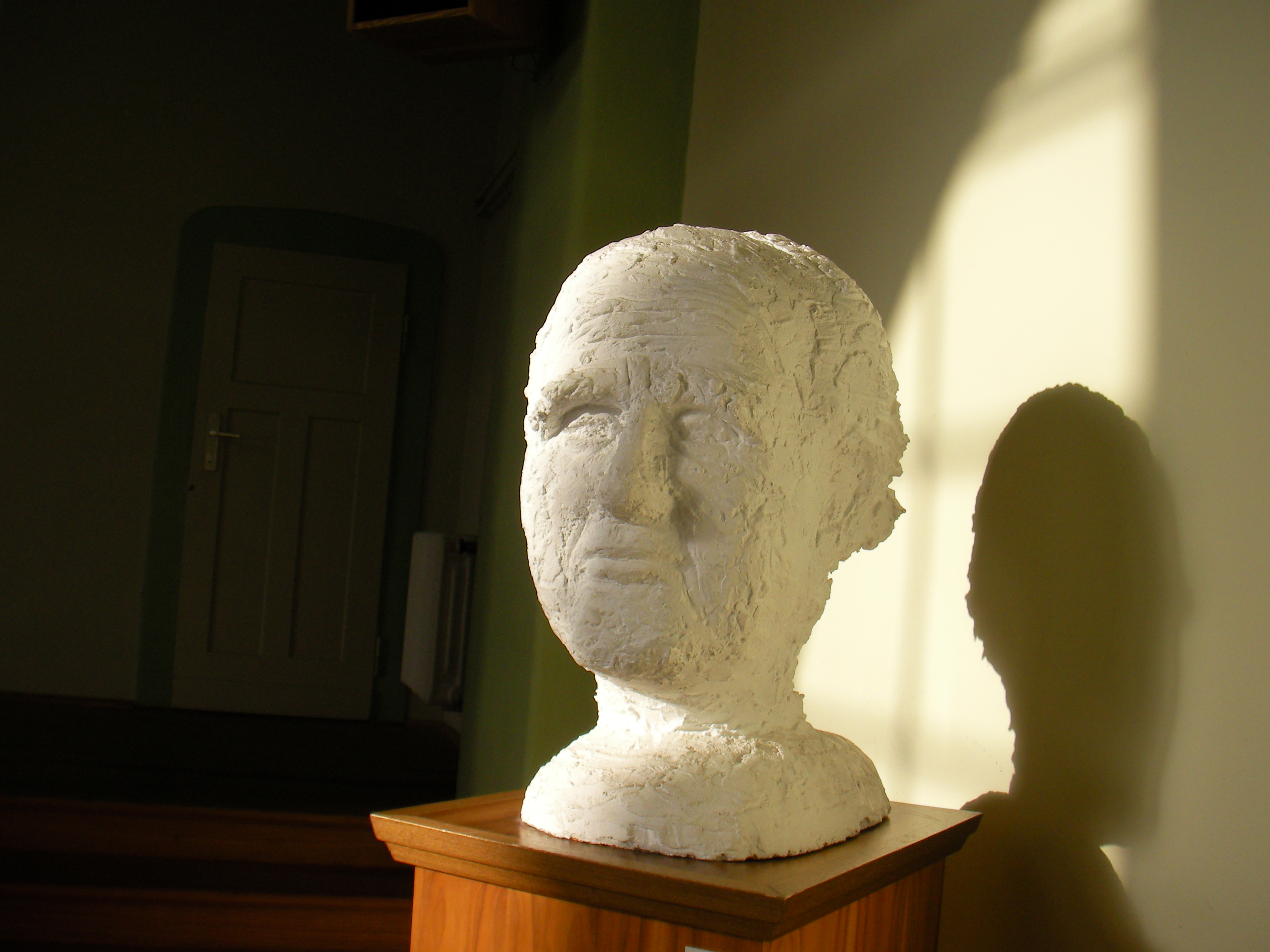
Skulptur Werner Heisenbergs in der Aula